# Wladimir Wlassow
Wladimir Wlassow (russisch Владимир Власов; * 6. Juli 1958) ist ein ehemaliger sowjetischer Skispringer.

## Werdegang
Bei den Olympischen Winterspielen 1980 in Lake Placid erreichte Wlassow auf der Normalschanze den 31. Platz und auf der Großschanze den 28. Platz.
Nach den Winterspielen bestritt Wlassow am 9. März 1980 sein erstes und einziges Weltcup-Springen in Lahti und konnte mit Platz 11 Weltcup-Punkte gewinnen. Am Ende belegte er den 36. Platz in der Gesamtwertung der Weltcup-Saison 1979/80.

## Erfolge

### Weltcup-Platzierungen
| Saison  | Platz | Punkte |
| ------- | ----- | ------ |
| 1979/80 | 36.   | 24     |